# Nordre strete
Nordre strete var utfartsgatan åt nordväst i Medeltidsstaden Oslo i Norge. Den började vid Oslo torg (dagens korsning Bispegata/Oslo gate) och löpte norrut till trakten Nonneseter kloster, alldeles vid Hovinbekken, och fortsatte sedan som en landsväg åt nordväst. 
Nordre strete hade en fortsatt sträckning i Vestre strete från Oslo torg till  stadens södra centrum runt Mariakirken på sandslätten Øra, där Alnaelva hade sitt utlopp i Bjørvika fram till 1922. Gatorna Vestre strete och Nordre strete tillsammans har i källor från medeltiden betecknats som  Langstrete.
Senare tiders Oslo gate, som blev Christianias utfartsväg söderut längs Oslofjorden, följde Nordre stretes sträckning. 